# Przemysław Waściński
Przemysław Waściński (* 29. März 1995 in Rawicz) ist ein polnischer Leichtathlet, der sich auf den 400-Meter-Lauf spezialisiert hat und besonders mit der polnischen 4-mal-400-Meter-Staffel Erfolge feiert.

## Sportliche Laufbahn
Erste internationale Erfahrungen sammelte Przemysław Waściński im Jahr 2013, als er bei den Junioreneuropameisterschaften in Rieti in der polnischen 4-mal-400-Meter-Staffel im Vorlauf zum Einsatz kam und der Staffel zum Finaleinzug verhalf und dadurch auch die Silbermedaille zugesprochen bekam. 2017 siegte er bei den Halleneuropameisterschaften in Belgrad gemeinsam mit Kacper Kozłowski, Łukasz Krawczuk und Rafał Omelko in 3:06,99 min und anschließend schied er bei den World Relays auf den Bahamas mit 3:08,42 min im Vorlauf aus. Im Juli nahm er mit der Staffel an den U23-Europameisterschaften im heimischen Bydgoszcz teil und gewann dort in 3:04,22 min die Silbermedaille hinter dem Vereinigten Königreich. Bei den IAAF World Relays 2019 in Yokohama schied er mit der 4-mal-400-Meter-Staffel mit 3:04,90 min im Vorlauf aus und belegte in der gemischten Staffel in 3:20,65 min den fünften Platz. Im Oktober nahm er im 200-Meter-Lauf an den Militärweltspielen in Wuhan teil und schied dort mit 23,37 s in der ersten Runde aus und gewann mit der Staffel in 3:06,36 min die Silbermedaille hinter dem Team aus Bahrain.

## Persönliche Bestleistungen
- 200 Meter: 21,69 s (+1,0 m/s), 14. Juni 2014 in Inowrocław
  - 200 Meter (Halle): 21,93 s, 20. Februar 2016 in Spała
- 400 Meter: 46,14 s, 30. Juli 2016 in Jelenia Góra
  - 400 Meter (Halle): 47,04 s, 3. Februar 2019 in Spała